# Woiwodschaft Heiligkreuz

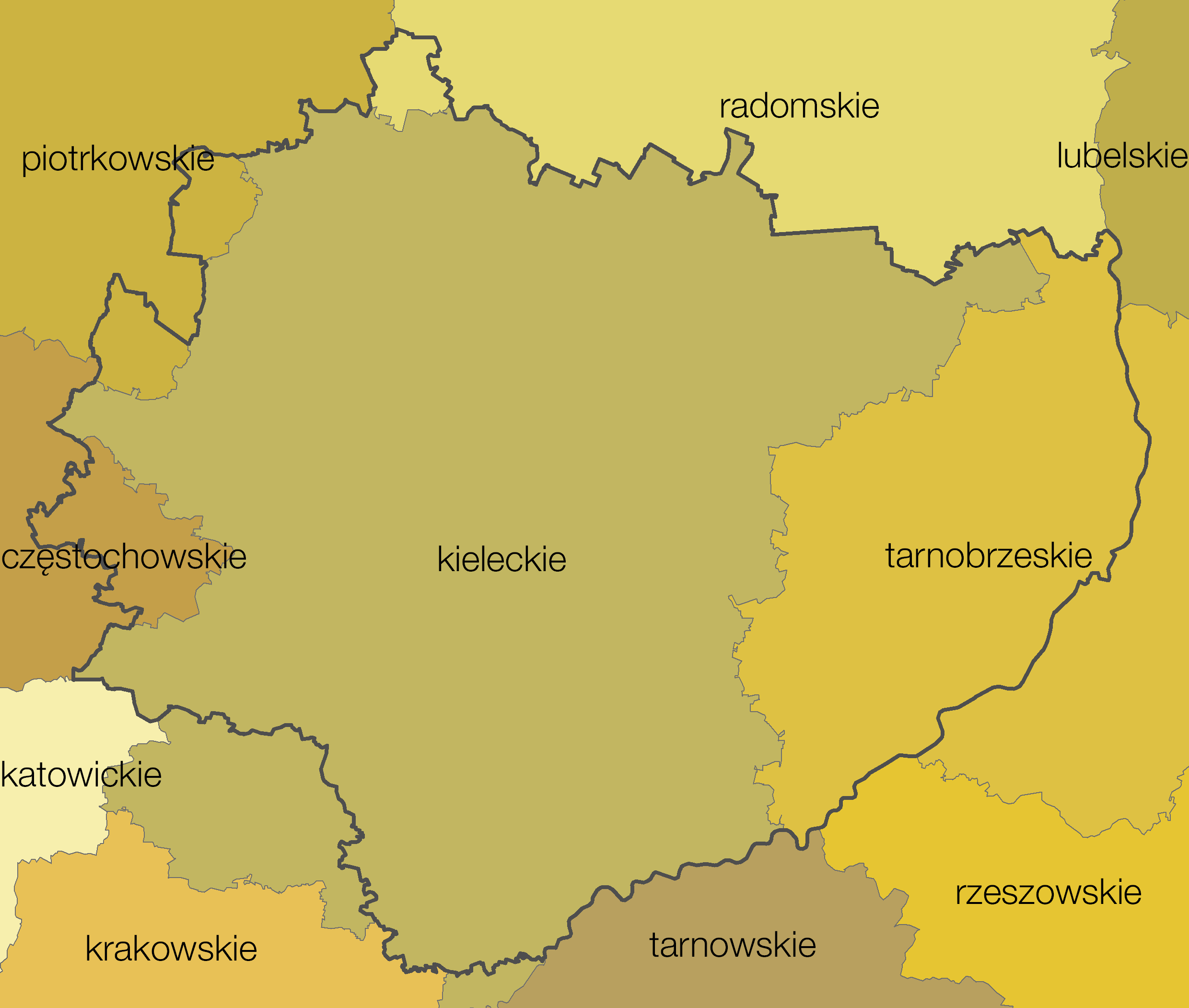
Aufteilung der Woiwodschaft Heiligkreuz in ehemalige Woiwodschaften

Die Woiwodschaft Heiligkreuz (polnisch województwo świętokrzyskie [vɔjɛˈvut͡stfɔ ɕfjɛntɔˈkʂɨskʲɛ]) ist eine der 16 Woiwodschaften, in die die Republik Polen gegliedert ist. Sie befindet sich im Südosten des Landes und ist benannt nach dem Heiligkreuzgebirge (Góry Świętokrzyskie) sowie dem dort befindlichen Heiligkreuzkloster (Święty Krzyż). Historisch betrachtet sind die Gebiete der Woiwodschaft Heiligkreuz Teil Kleinpolens.
Hauptstadt ist das zentral in der Woiwodschaft gelegene Kielce.

## Geschichte
Die Woiwodschaft Heiligkreuz wurde 1999 im Zuge der polnischen Verwaltungsreform vor allem aus der bis dahin bestehenden Woiwodschaft Kielce gebildet. Die östlichen Gemeinden der heutigen Woiwodschaft gehörten zuvor außerdem zur Woiwodschaft Tarnobrzeg. Ferner gehörten einzelne Gemeinden den Woiwodschaften Częstochowa, Piotrków sowie Radom an.
Erstmals gab es in den Jahren 1919 bis 1939 eine Woiwodschaft Kielce, die jedoch eine weitaus größere Fläche umfasste, als die heutige Woiwodschaft Heiligkreuz.

## Wappen
Beschreibung: Im ersten Feld des gevierten Wappens in Blau ein goldenes Patriarchenkreuz, im zweiten in Rot ein goldbewehrter, gekrönter, silberner Adler, das dritte vierfach von Rot und Silber geteilt, im vierten in Blau acht goldene, sechszackige Sterne, gestellt 3:3:2.
Das Patriarchenkreuz nimmt Bezug auf das namensgebende Benediktinerkloster Heiligkreuz. Der Adler ist sowohl im Wappen Krakaus und Sandomierz’ zu sehen, zu deren historischem Einflussgebiet die Woiwodschaft gehörte, als auch im offiziellen polnischen Wappen. Die Teilung des dritten Feldes stellt das ungarische Wappen dar, bezugnehmend auf Kasimir III., welcher 1355 in Anwesenheit Edler aus Sandomir seine Thronfolge mit Ludwig I., König von Ungarn und späterem König von Polen, regelte, weshalb es zum Wappen der historischen Woiwodschaft Sandomir gehörte, ebenso wie die acht, vormals neun, Sterne im vierten Feld.

## Verwaltungsgliederung
Die Woiwodschaft Heiligkreuz ist in 13 Landkreise unterteilt, wobei die Hauptstadt Kielce kreisfrei ist. Es gibt zwar auch unter ihrem Namen einen Landkreis, die Stadt gehört ihm aber nicht an.

### Stadtkreis
- Kielce 193.415; 110 km²

### Landkreise
- Busko-Zdrój 71.125; 968 km²
- Jędrzejów 84.908; 1.257 km²
- Kazimierza Wielka 33.340; 422 km²
- Kielce 210.992; 2.246 km²
- Końskie 79.072; 1.140 km²
- Opatów 51.525; 912 km²
- Ostrowiec Świętokrzyski 107.711; 617 km²
- Pińczów 38.487; 612 km²
- Sandomierz 76.346; 676 km²
- Skarżysko-Kamienna 73.163; 395 km²
- Starachowice 88.549; 523 km²
- Staszów 71.250; 925 km²
- Włoszczowa 44.743; 908 km²

(Einwohner und Fläche am 31. Dezember 2020)
| Landkreise        | Größte          | Kleinste           |
| ----------------- | --------------- | ------------------ |
| flächenmäßig      | Powiat Kielecki | Powiat Skarżyski   |
| bevölkerungsmäßig | Powiat Kielecki | Powiat Kazimierski |

## Geographie

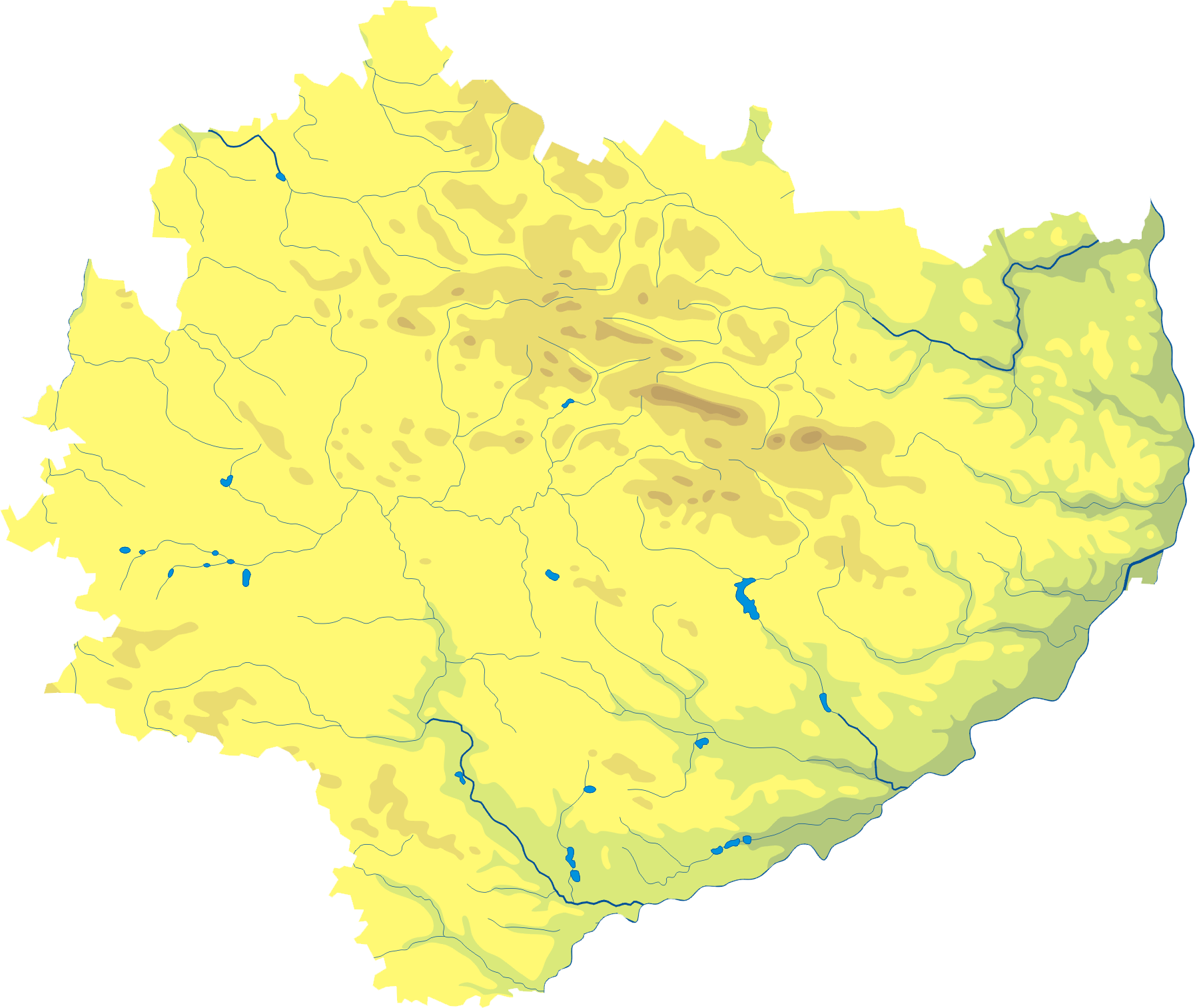
Topographie der Woiwodschaft Heiligkreuz

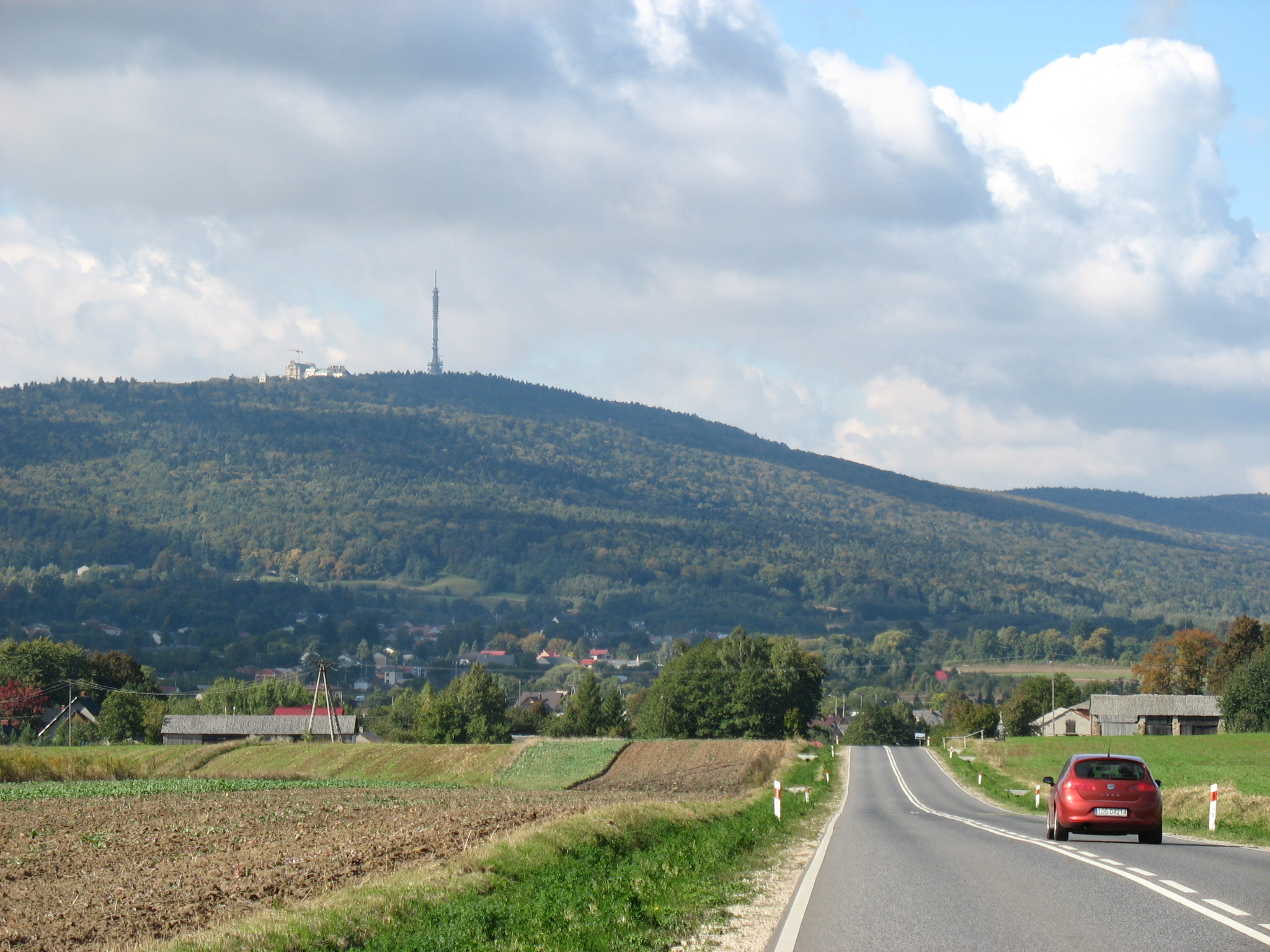
Die Łysogóry im Heiligkreuzgebirge

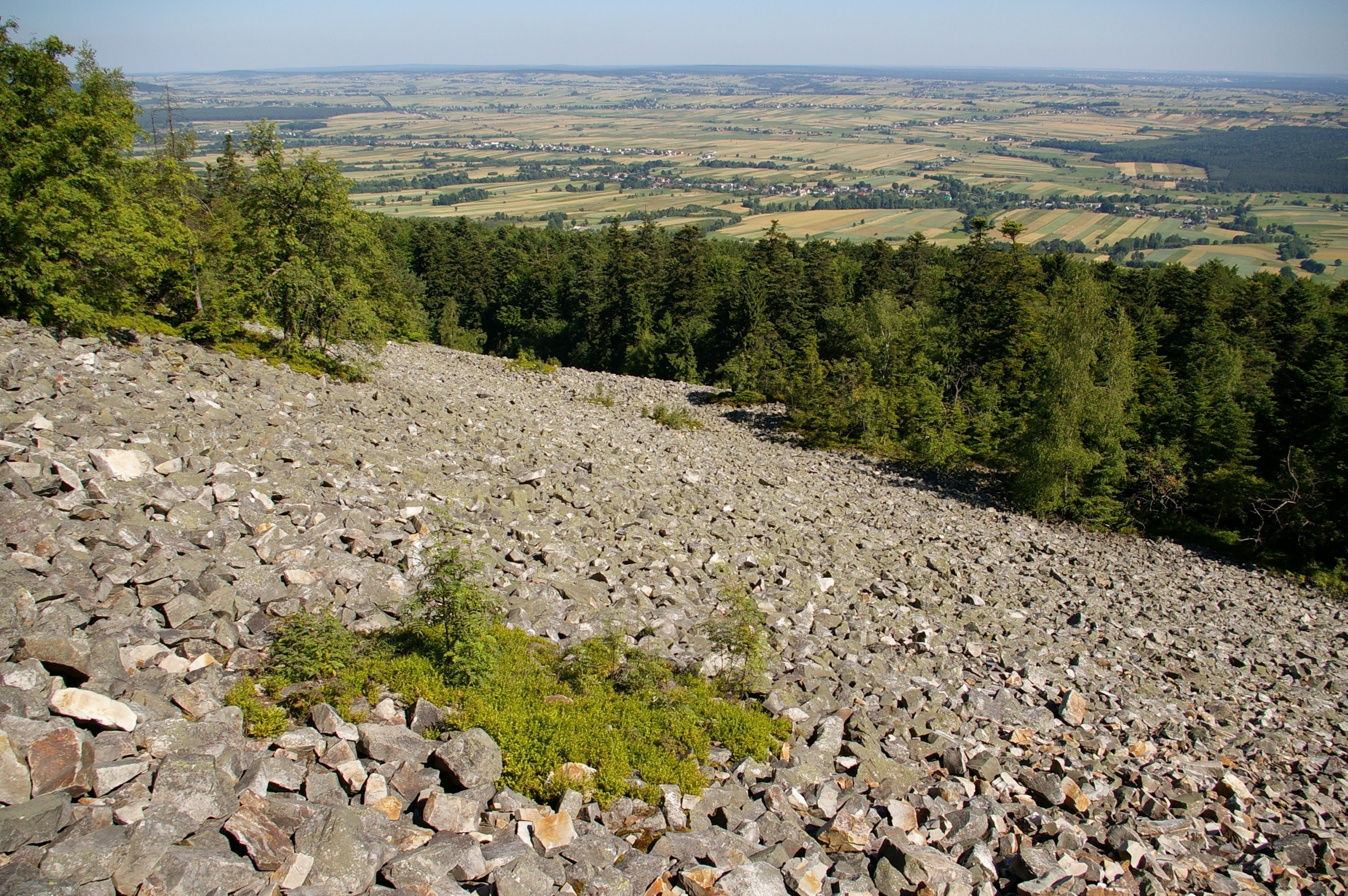
Blockhalde im Heiligkreuzgebirge

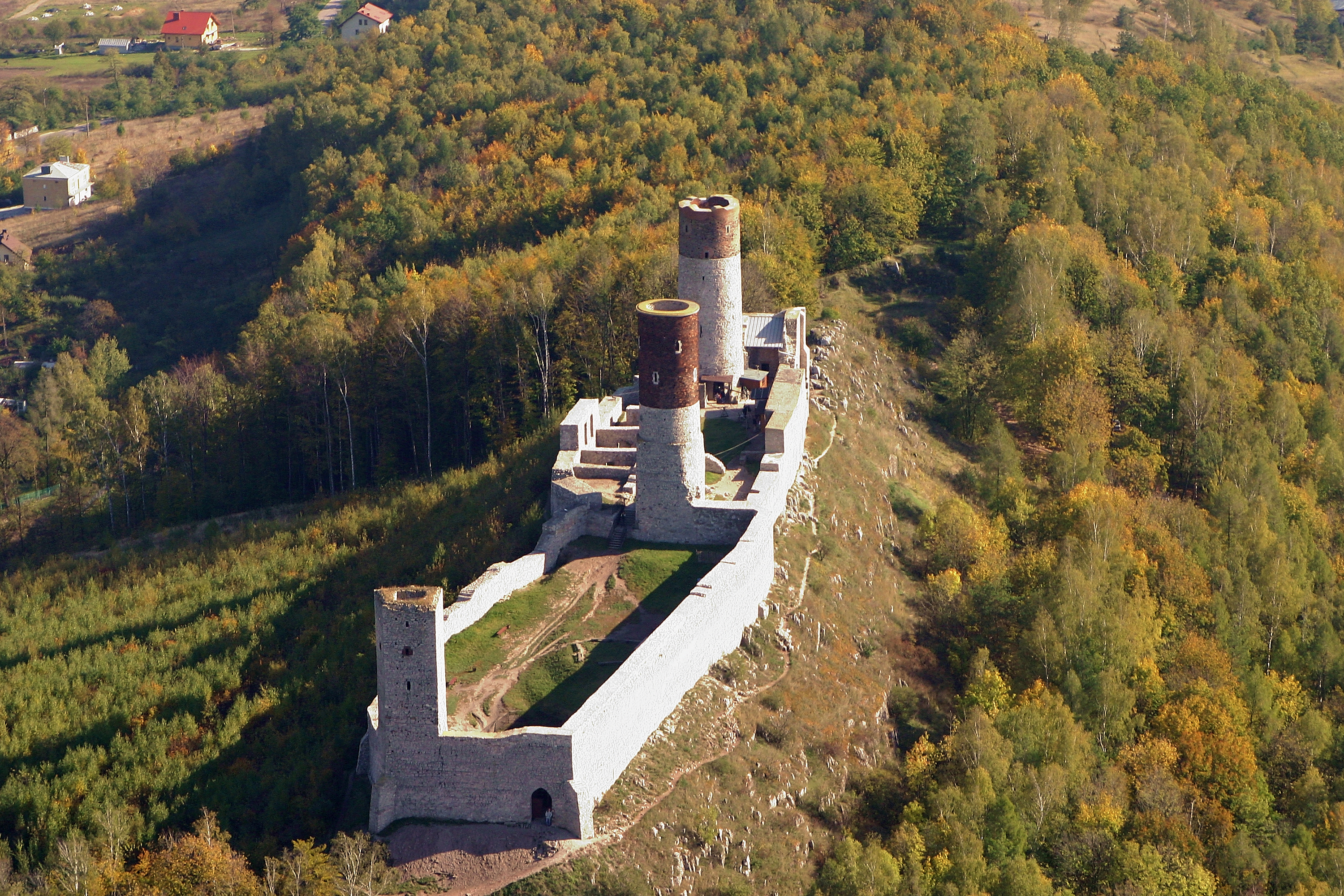
Burgruine Chęciny

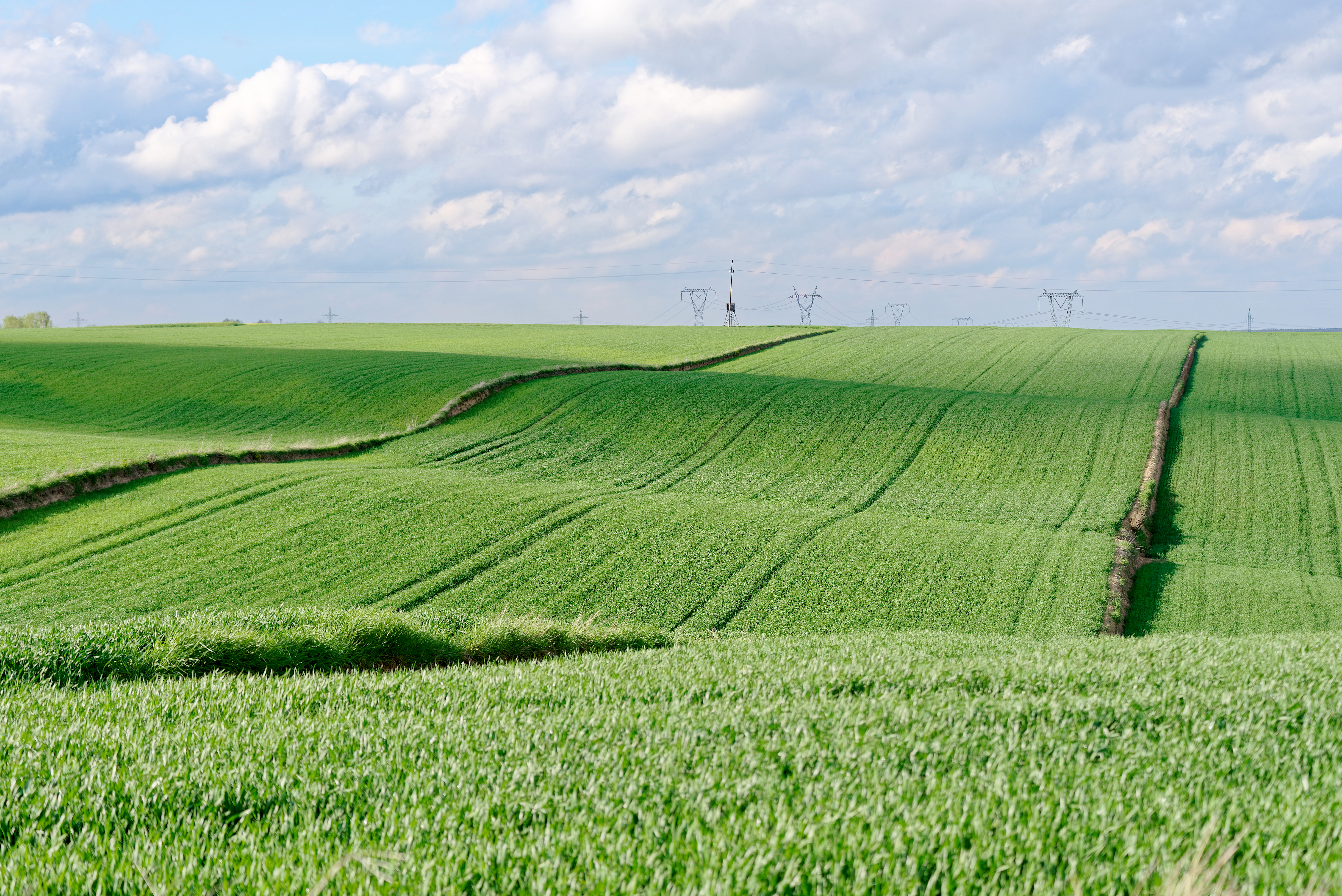
Landschaft bei Ostrowiec Świętokrzyski

Mit einer Gesamtfläche von 11.710 km² ist Heiligkreuz flächenmäßig die zweitkleinste Woiwodschaft innerhalb Polens.

### Landschaft
Die landschaftlichen Gegebenheiten der Woiwodschaft Heiligkreuz sind vielfältig und werden insbesondere durch drei Regionen geprägt. 
Zentral befindet sich das namensgebende Heiligkreuzgebirge (Góry Świętokrzyskie), welches auch unter dem Begriff Kielcer Bergland (Wyżyna Kielecka) bekannt ist. Hierbei handelt es sich um ein Mittelgebirge, in welchem aus geologischer Sicht die ältesten Gesteine Polens zu finden sind und welches in seiner höchsten Bergkette Łysogóry an seinem höchsten Punkt rund 614 Meter erreicht. Im Westen schließt sich daran das Przedbórz-Hochland (Wyżyna Przedborska) an. Hier werden Höhen von maximal rund 350 Metern erreicht. Im Süden hat Heiligkreuz hingegen Anteile am Nida-Becken (Niecka Nidziańska). Alle drei Regionen sind Teil des Kleinpolnischen Hochlandes (Wyżyna Małopolska).
Der Südosten der Woiwodschaft ist durch Tiefebenen an der Weichsel (Nizina Nadwiślańska) geprägt, die wiederum Teil des Sandomirer Beckens (Kotlina Sandomierska) und somit des Karpatenvorlandes ist.
Knapp 30 Prozent der Fläche ist bewaldet. Das größte Waldgebiet ist die Puszcza Świętokrzyska im Norden der Woiwodschaft.

### Rohstoffe
Die zahlreichen Rohstoffvorkommen der Region, unter anderem von Kalkstein, Dolomitsteinen, Mergel, Tonmineralen und Gipssteinen, sind auch wirtschaftlich relevant.

### Flüsse
- Weichsel (Grenzfluss)
- Pilica (Pilitza)
- Nida
- Kamienna

### Klima
Es herrscht in der Woiwodschaft Heiligkreuz insbesondere in den Höhenlagen ein typisches Mittelgebirgsklima vor. Hier werden jährliche Niederschlagsmengen von bis zu 800 mm gemessen und die Durchschnittstemperatur liegt bei maximal 7 °C. Der südliche Teil der Region ist niederschlagsärmer und milder mit entsprechend maximal 550 mm Niederschlag und einer Temperatur von 8 °C im Jahresdurchschnitt.
Die Vegetationsperiode ist zwischen 190 und 210 Tage lang.

### Naturschutzgebiete
- Nationalpark Heiligkreuz (Świętokrzyski Park Narodowy)
- Landschaftsschutzpark Kozubów (Kozubowski Park Krajobrazowy)
- Landschaftsschutzpark Nidagebiet (Nadnidziański Park Krajobrazowy)
- Landschaftsschutzpark Szaniec (Szaniecki Park Krajobrazowy)
- Chęcińsko-Kielecki Park Krajobrazowy
- Cisowsko-Orłowiński Park Krajobrazowy
- Jeleniowski Park Krajobrazowy
- Przedborski Park Krajobrazowy
- Sieradowicki Park Krajobrazowy
- Suchedniowsko-Oblęgorski Park Krajobrazowy

### Nachbarwoiwodschaften
| Woiwodschaft Łódź      | Woiwodschaft Masowien   |                              |
| Woiwodschaft Schlesien |                         | Woiwodschaft Lublin          |
|                        | Woiwodschaft Kleinpolen | Woiwodschaft Karpatenvorland |

## Bevölkerung

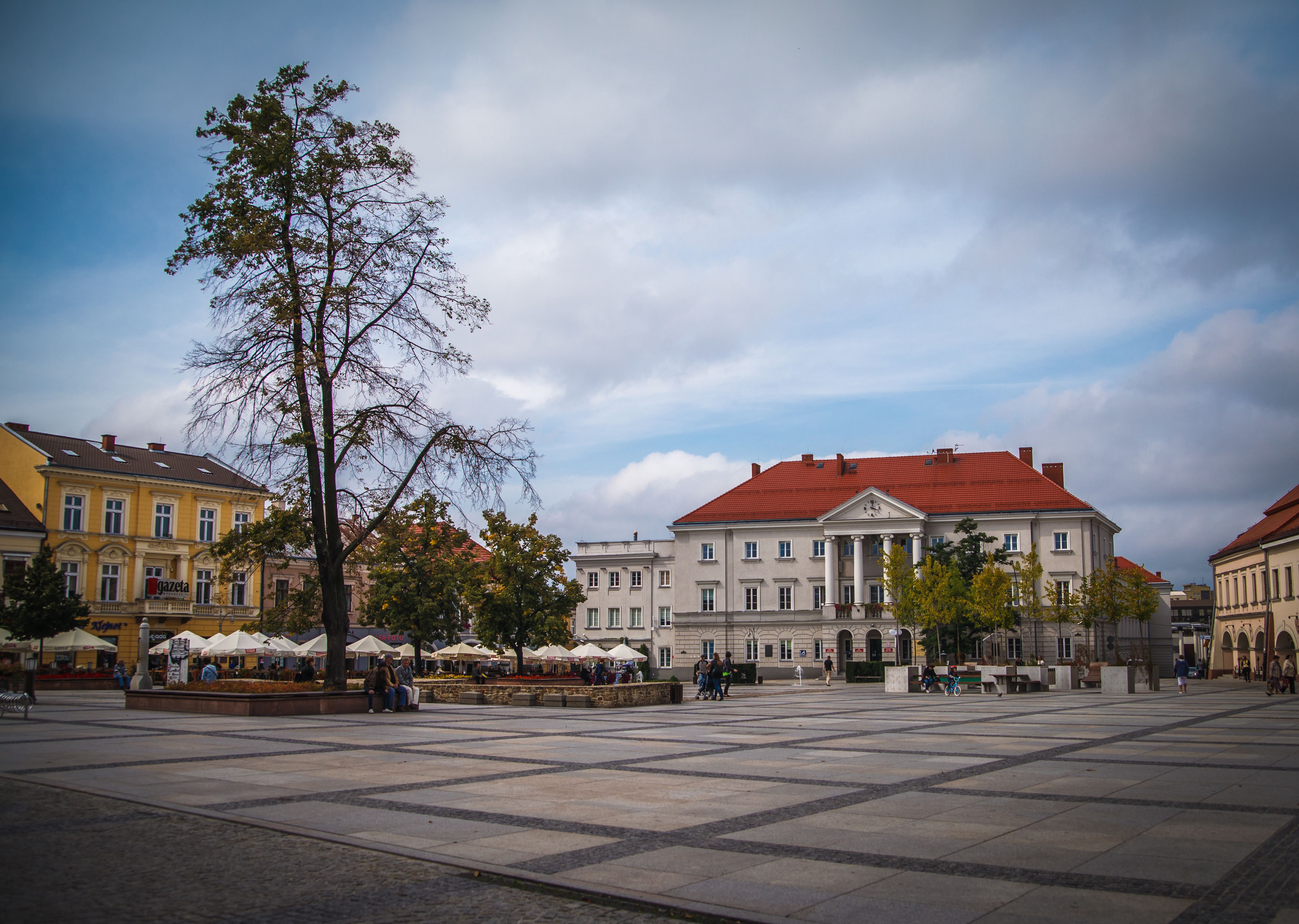
Kielce

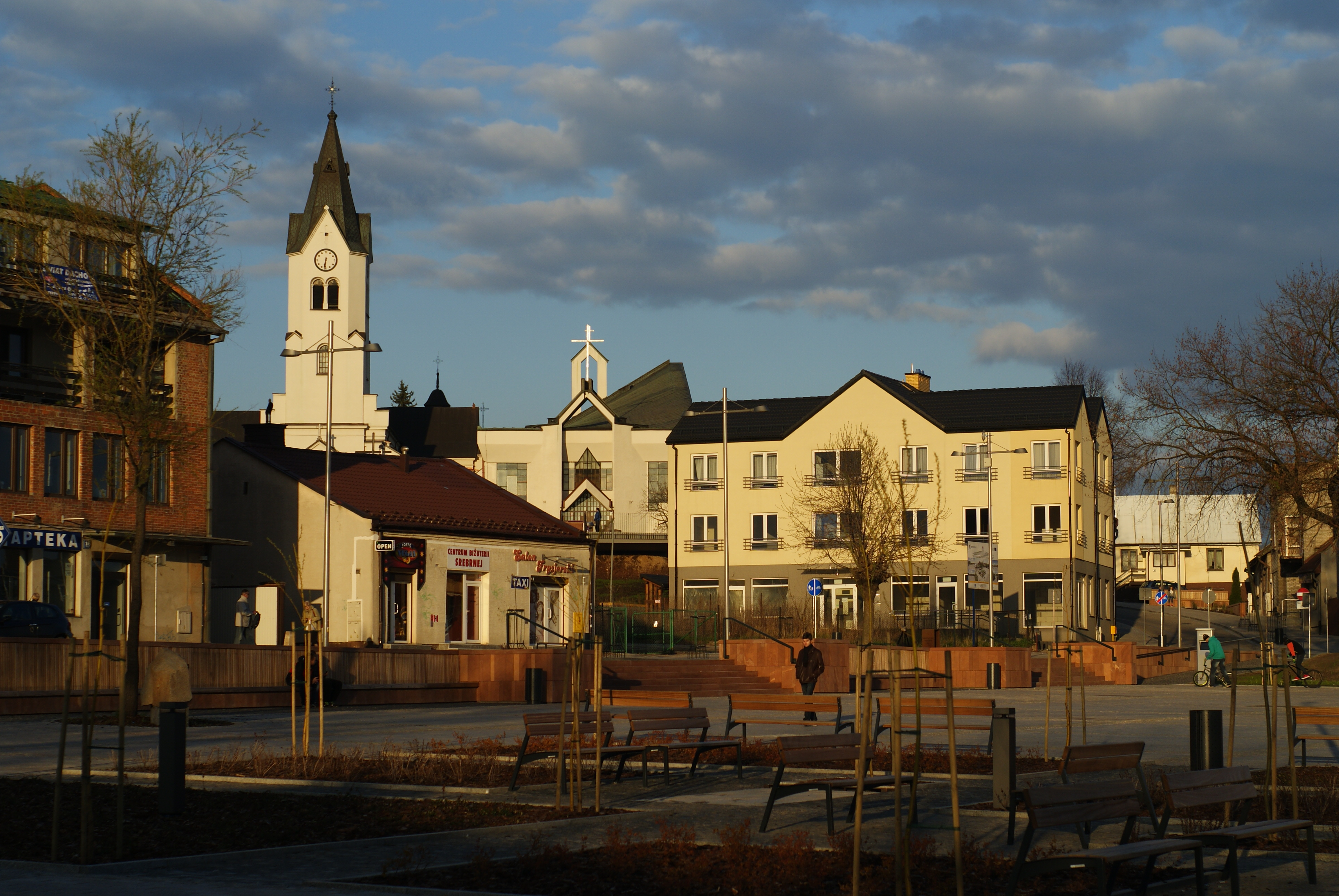
Starachowice

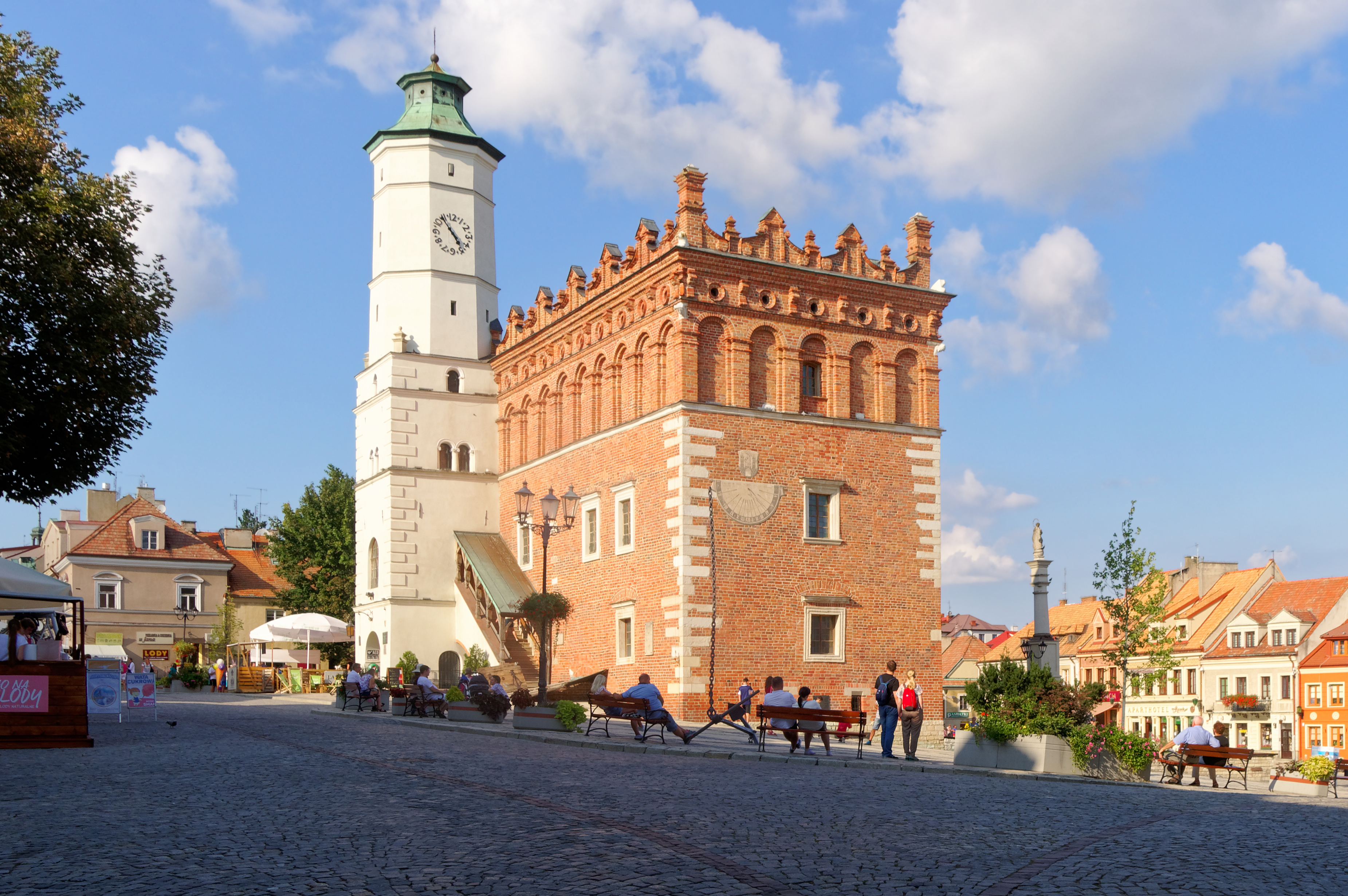
Sandomierz

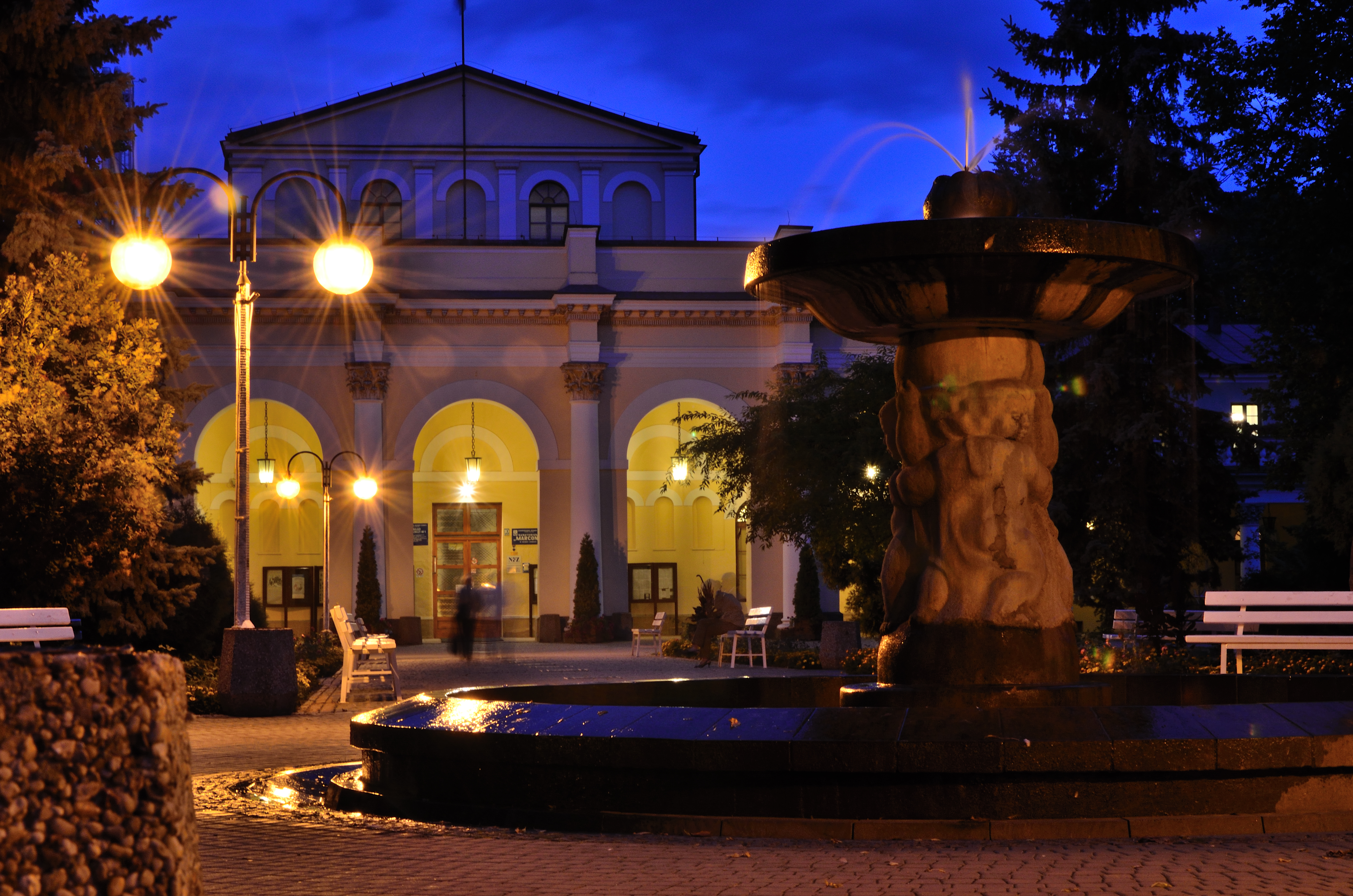
Busko-Zdrój

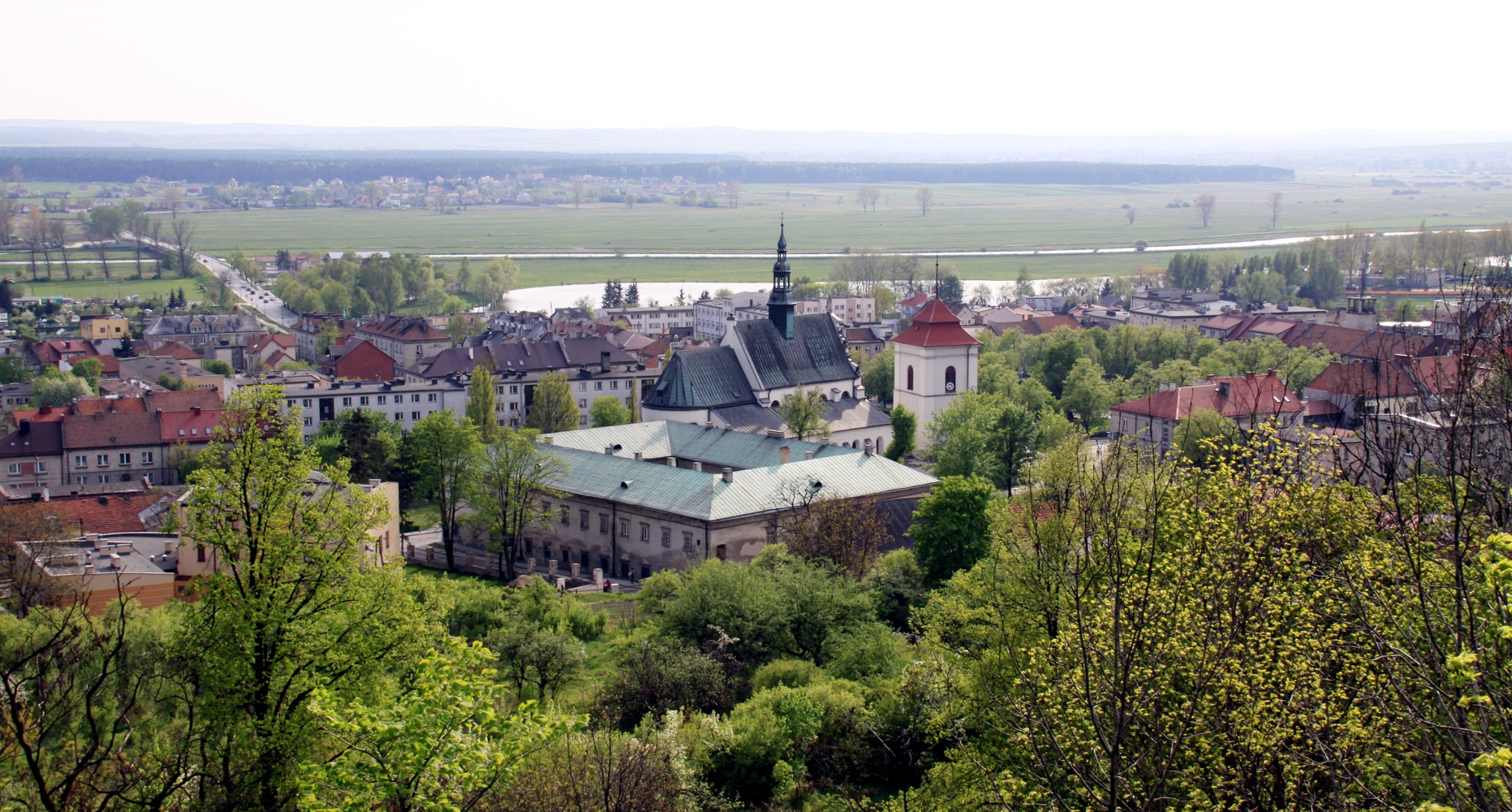
Pińczów

Am 31. Dezember 2019 waren 1.233.961 Einwohner in der Woiwodschaft Heiligkreuz gemeldet, davon sind 601.664 Männer (48,76 %) und 632.297 Frauen (51,24 %). Die Urbanisierung ist im Vergleich mit anderen polnischen Regionen unterdurchschnittlich und beträgt rund 45 Prozent.
Die höchste Bevölkerungsdichte weisen die nördlich gelegenen Landkreise Skarżysko-Kamienna (185 Einwohner pro km²), Ostrowiec Świętokrzyski (175 Einwohner pro km²) und Starachowice (169 Einwohner pro km²) auf. Am dünnsten besiedelt ist der im Westen der Woiwodschaft gelegene Landkreis Włoszczowa (49 Einwohner pro km²).

### Bevölkerungsentwicklung
Die Woiwodschaft Heiligkreuz hat in den Jahren zwischen 1995 und 2019 knapp 100.000 Einwohner verloren.
| Jahr | Einwohnerzahl |
| ---- | ------------- |
| 1995 | 1.331.481     |
| 2000 | 1.302.650     |
| 2005 | 1.285.007     |
| 2010 | 1.266.014     |
| 2015 | 1.257.179     |
| 2019 | 1.233.961     |

### Lebenserwartung
Im Jahr 2019 betrug die durchschnittliche Lebenserwartung in der Woiwodschaft Heiligkreuz bei Männern 73,8 Jahre und bei Frauen 82,2 Jahre.

### Größte Städte
Die Hauptstadt Kielce ist die einzige Großstadt der polnischen Region Heiligkreuz. 
| Stadt                   | Powiat                  | Einwohner 31. Dezember 2020 |
| ----------------------- | ----------------------- | --------------------------- |
| Kielce                  | kreisfrei               | 193.415                     |
| Ostrowiec Świętokrzyski | Ostrowiec Świętokrzyski | 67.404                      |
| Starachowice            | Starachowice            | 47.638                      |
| Skarżysko-Kamienna      | Skarżysko-Kamienna      | 44.260                      |
| Sandomierz              | Sandomierz              | 22.997                      |
| Końskie                 | Końskie                 | 18.878                      |
| Busko-Zdrój             | Busko-Zdrój             | 15.611                      |
| Jędrzejów               | Jędrzejów               | 14.812                      |
| Staszów                 | Staszów                 | 14.534                      |
| Pińczów                 | Pińczów                 | 10.524                      |
| Włoszczowa              | Włoszczowa              | 9798                        |
| Suchedniów              | Skarżysko-Kamienna      | 8248                        |

## Wirtschaft
Der nördliche Teil der Woiwodschaft Heiligkreuz ist traditionell stärker industriell geprägt und hat Anteile am früheren so genannten Altpolnischen Industrierevier (Staropolski Okręg Przemysłowy). In dieser Region ist vor allem die Baustoffindustrie (insbesondere die Zementherstellung), die Metallverarbeitung, die Rüstungsindustrie, der Bergbau sowie der Maschinenbau von großer Bedeutung.  Im südlichen Teil hingegen dominiert die Landwirtschaft sowie die Lebensmittelindustrie. Die Agrarbetriebe weisen im Durchschnitt eine Fläche von 5 Hektar auf. Wichtige Anbauprodukte sind Getreide, Kartoffeln, Tabak sowie Obst und Gemüse.
Im Vergleich mit dem BIP der EU ausgedrückt in Kaufkraftstandards erreichte die Woiwodschaft 2018 einen Index von 51 (EU-27 = 100), bezogen auf den Wert pro Erwerbstätigem erreichte Heiligkreuz hingegen einen Index von 58 (EU-27 = 100).
Mit einem Wert von 0,866 erreicht Heiligkreuz Platz 12 unter den 16 Woiwodschaften Polens im Index der menschlichen Entwicklung.

### Arbeitsmarkt
Die Arbeitslosenquote lag 2005 noch bei 19 %. Bis zum Dezember 2009 sank sie auf 14,7 %, was 83.800 Personen entsprach.
Mit einer Arbeitslosigkeit von 8,6 % lag Heiligkreuz im Juli 2020 über dem landesweiten Durchschnitt.

## Infrastruktur
Das befestigte Straßennetz der Region hatte im Jahr 2019 eine Gesamtlänge von rund 14.740 Kilometern, davon entfielen 106 Kilometer auf Schnellstraßen.
Darüber hinaus existierten in der Woiwodschaft Heiligkreuz im Jahr 2019 ausgebaute Radwege auf einer Länge von 324 Kilometern.
Das Eisenbahnnetz der Region hatte im Jahr 2019 eine Gesamtlänge von insgesamt 722 Kilometern, wovon 554 Kilometer elektrifiziert waren.